# شکل‌دهی درخت
شکل‌دهی درخت (که همچنین با چندین نام جایگزین دیگر شناخته می‌شود) از درختان زنده و دیگر گیاهان چوبی به عنوان وسیله‌ای برای ایجاد ساختارها و هنر استفاده می‌کند. چندین روش مختلف توسط هنرمندان مختلف برای شکل‌دادن به درختانشان وجود دارد که میراث مشترکی با سایر شیوه‌های باغبانی و کشاورزی هنری، مانند رنگ‌آمیزی، بونسای، پرچین و هرس شکلی و به‌کارگیری برخی از تکنیک‌های مشابه دارند. بیشتر هنرمندان از پیوند استفاده می‌کنند تا عمداً تنه‌ها، شاخه‌ها و ریشه‌های زنده را به الگوهای هنری یا ساختارهای کاربردی القا کنند.